# Mecyclothorax micans
Mecyclothorax micans är en skalbaggsart som först beskrevs av Blackburn 1878.  Mecyclothorax micans ingår i släktet Mecyclothorax och familjen jordlöpare. Inga underarter finns listade i Catalogue of Life.